# Sandgrube am Grafenrain

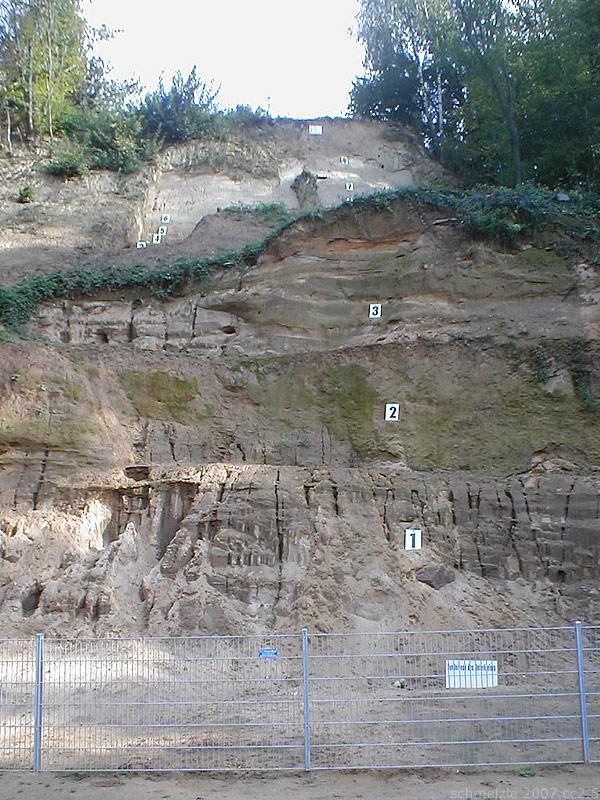
Miejsce odkrycia człowieka heidelberskiego na terenie rezerwatu

Sandgrube am Grafenrain – nieduży rezerwat przyrody o powierzchni 5 ha na północ od miejscowości Mauer pod Heidelbergiem w Badenii-Wirtembergii na południu Niemiec. Miejsce odkrycia szczątków człowieka heidelberskiego i z tej przyczyny objęte ochroną prawną od 23 grudnia 1988 r. Posiada kategorię IV w kategoryzacji form ochrony przyrody IUCN.